# Koto Patah
Koto Patah is een bestuurslaag in het regentschap Kerinci van de provincie Jambi, Indonesië. Koto Patah telt 1990 inwoners (volkstelling 2010).